# Конавли
Конавли (такође: Конавле или Конавље) су географска и историјска област на источној обали Јадранског мора, а обухватају крајњи јужни део данашње Далмације, од града Цавтата до полуострва Превлаке. Подручје Конавала се данас налази у саставу општине Конавле, која припада Дубровачко-неретванској жупанији у Републици Хрватској. Административни центар општине је град Цавтат.
Током раног средњовековног раздобља, Конавли су били посебна српска област, односно једна од тадашњих српских земаља. Током 9. и 10. века, Конавли су били повезани са суседном српском кнежевином Травунијом, а главни историјски извор за тадашњу историју ових области су историографски списи византијског цара Константина VII Порфирогенита, који је Конавле и Травунију описао управо као српске области:
Земља Травуњана и Конављана је једна. Тамошњи становници воде порекло од некрштених Срба, који су ту живели од оног архонта који је пребегао цару Ираклију из некрштене Србије ... Архонти Травуније увек су били под влашћу архонта Србије.

## Назив
Током римске владавине овим просторима у непосредној близини Конавала налазио се град Епидаурус (у близини данашњег Цавтата) који је нестао током словенског насељавања Балкана. Римљани су, да би снабдели град водом, изградили велики систем водоводних канала који су ишли преко данашњег Конавоског поља. У близини села Водовађе и даље се могу видети остаци тог водовода. Претпоставља се да је цела област и добила име по тим каналима — Конавли (Конавле, Конавље). Грбаљски законик у 27. члану помиње реч канали као конали.

## Историја
Током античког периода, развој Конавала је био повезан са градом Епидауром (данашњи Цавтат), који је пострадао почетком 7. века, за време најезде Авара и Словена. Тада су се у ову област доселили Срби, који су по имену области добили регионални назив: Конављани (грч. Καναλῖται). Конавли су током раног средњовековног периода били посебна српска област, односно једна од тадашњих српских земаља.
Поставши саставни део средњовековне Травуније, Конавли су били у саставу српских држава Властимировића, Војислављевића, Немањића, Војиновића, Балшића (1373-1377) и Котроманића (од 1377. године).
Суседна Дубровачка република је обласним господарима Конавала и њиховим наследницима исплаћивала традиционални Конавоски доходак.
Луко Зоре (1846-1906) је за Конављане (Дубровчани у ширем смислу, јер су дуго припадали Дубровачкој репубици) записао да тамо сваки гуслар уме и пева народну песму Кад се жени српски цар Шћепане, а да имају обичај и да соколе једни друге речима Еј, Србине!, у шта се тада свако могао уверити. 
Рабљанин, хрватски праваш, језикословац и професор у Дубровачкој гимназији Марцел Кушар (1858-1949) је 1892. анонимно у Дубровнику објавио брошуру Дубровчани, јесу ли Хрвати? у којој је покушао доказати да су Дубровчани Хрвати. У њој је о Конављанима и осталима написао: Да се у Жупи, Конавлима и осталој околици дубровачкој, дапаче и пред самим градом Дубровником, пјевају још и данас пјесме о косовским и другим српским јунацима, то нико не може порећи; али нико не може ни то опорећи да у новије доба мјесто оних јунака све више преотимљу мах друга модернија лица, међу којима налазиш и Хрвата као нпр. хајдука Сењанина Ива, од Задра Тодора, Зриновића и Јелачића бана итд.

### Подела и продаја Конавала
Јачање обласних феудалаца у средњовековној Босни довела је до поделе Конавала 1419. године између Сандаља Хранића Косаче и Петра I Павловића. Северни део од села Обода до тврђаве Сокол припао је Павловићима, а јужни Хранићу. Дубровчани су ускоро закључили савез са Сандаљем из којег је произашла куповина Конавља. Иако је имао само јужни део Сандаљ је републици продао цело Конавље, за дупло већу своту новца без обзира на то што је Радослав Павловић полагао право на северни део Конавала. Тек након дугих свађа и нагађања, који су окончани накнадном продајом Павловићевог дела, цели Конавли су 1427. године припојени Дубровачкој републици, поставши њен највећи извор хране.
Недуго потом, између Дубровника и војводе Радослава Павловића избио је оружани сукоб, који се у историографији назива Први конавоски рат (1430-1432), а касније је сличан сукоб (Други конавоски рат) избио између Дубровника и херцега Стефана Вукчића Косаче (1451-1454).
Конавли су остали у саставу Дубровачке републике све до њене пропасти, односно до Француске окупације (1806), након чега су прикључени Илирским покрајинама, а потом су 1813. године запоседнути и прикључени Аустријском царству, у чијем су саставу остали све до 1918. године, односно до стварања Краљевине Срба, Хрвата и Словенаца. Склапањем споразума Споразум Цветковић-Мачек (1939), ова област је ушла у састав новостворене Бановине Хрватске, чиме су се Конавли по први пут у својој историји нашли у саставу неког политичког ентитета који је у називу имао само хрватску одредницу.
Крајем 19. вијека и почетком 20, хрватски римокатолички клер је улагао велике напоре да похрвати Конавле и истријеби Српство, у чему се истицао Јозо Црница.

## Географија Конавала
Конавље се простире од села Обода, на око 1.5 km од Цавтата до уске клисурице која затвара плодно поље на југу и повезује га са Суторином. Цело поље се пружа паралелно са јадранском обалом од које га дели Доња Гора, док га од залеђа Балкана дели кршевита Горња Гора. Током средњег века Конавље је чинио и приморски појас између Доње Горе и мора.

### Доња Гора
Доња Гора одваја Конављанско поље од Јадранског мора. Простире се паралелно са линијом обале у дужини од 33 km. Највиши врх је Илијино Брдо са својих 561 m нмв, док је цео предео брдовит и прекривен зеленилом.

### Горња Гора
Североисточни крај Конавља и његову границу према унутрашњости чини кршевити планински масив Горња Гора. Њен највиши врх је Снијежница (1.234 m нмв) са које се пружа поглед на:
- Боку которску
- Мљет
- Ластово
- Дубровник
- Цавтат

### Понорница Љута
Изнад села Љута, подно Снијежнице, из голе стене извире обилни поток Љута. У њега се на његовом путу ка северозападу улива већи број поточића, међу којима су Дуги Поток и Копачица. Нешто јужније од села Обода Љута понире у крашком терену. Она поново избија у пећини Јазови из које се улива у Јадранско море.